# Hartwerd
Hartwerd (en frison : Hartwert) est un village de la commune néerlandaise de Súdwest Fryslân, situé dans la province de Frise.

## Géographie
Le village est situé à l'est de la ville de Bolsward.

## Histoire
Hartwerd fait partie de la commune de Wûnseradiel jusqu'au 1er janvier 2011, où celle-ci est supprimée et fusionnée avec Bolsward, Nijefurd, Sneek et Wymbritseradiel pour former la nouvelle commune de Súdwest-Fryslân.

## Démographie
Le 1er janvier 2017, le village comptait 125 habitants.